# Брендон Марш (бейсбол)
Брендон Чейз Марш (народився 18 грудня 1997) — американський професійний бейсбольний аутфілдер «Філадельфія Філліс» Вищої ліги бейсболу (MLB). Раніше він грав у MLB за «Лос-Анджелес Енджелс».
Народився в Буфорді, штат Джорджія, Марш був спортсменом із багатьох видів спорту в середній школі Буфорда, де він виграв титул чемпіона штату як юніор. Ангели вибрали його у другому раунді драфту MLB 2016, але він пропустив сезон 2016 через травму спини. Після дебюту з Orem Owlz у 2017 році Марш просунувся через систему ферм Angels, включаючи прорив із Південною Лігою у 2019 році. Коли сезон Малої бейсбольної ліги 2020 року було скасовано через пандемію COVID-19, Марша запросили продовжити свій розвиток на альтернативному місці для тренувань.
Марш дебютував у MLB у 2021 році, замінивши травмованих аутфілдерів Майка Траута та Джастіна Аптона. Після повільного початку своєї кар'єри у вищій лізі він покращував напад протягом сезону. У 2022 році Марш потрапив у склад команди Angels' Opening Day у складі взводу кутових аутфілдерів, але наприкінці сезону його обміняли до «Філадельфії Філліс».

## Раннє життя
Марш народився 18 грудня 1997 року в Буфорді, штат Джорджія, у родині Джейка та Соні Марш. Спортсмен у різних видах спорту, він виріс, граючи в американський футбол, баскетбол і бейсбол. За чотири роки навчання в середній школі Буфорда Марш виріс із 5 футів 9 дюймів (1,75 м) до 6 футів 4 дюйми (1,93 м), і він привернув увагу рекрутерів коледжу лише після того, як виріс у свою більшу фігуру. Під час свого молодшого бейсбольного сезону Марш відбив .370 із 15 ударами (RBI). Він і його товариш по команді Джоуї Барт, майбутній кечер Вищої ліги бейсболу (MLB), привели Бафорда до титулу чемпіона штату Асоціації середніх шкіл Джорджії. Наступного сезону Марш відбив 0,559 з трьома хоум-ранами та 25 RBI. Буфорд знову дійшов до чемпіонату штату, де вони поступилися середній школі Лакаст Гроув.

## Професійна кар'єра

### Драфт і нижчі ліги (2016—2021)
Лос-Анджелес Енджелс вибрали Марша зі старшої школи у другому раунді, 60-му в загальному заліку, драфту MLB 2016. У той час він зобов'язався грати в бейсбол коледжу за команду Kennesaw State Owls. Хоча він спочатку сказав журналістам, що не підпише контракт з командою, Марш зрештою вирішив відмовитися від навчання в коледжі, отримавши бонус у розмірі 1,07 мільйона доларів за підписання контракту з Лос-Анджелесом, щоб розпочати свою професійну бейсбольну кар'єру. Марш був призначений до AZL Angels, команди новачків у системі ферм Лос-Анджелеса, але незабаром йому діагностували безсимптомну травму спини, і він провів сезон у списку інвалідів. Натомість Марш провів міжсезоння, тренуючись у навчально-виховній лізі Аризони, Домініканській Республіці та весняному тренувальному центрі нижчої ліги Енджелз. У 2017 році Марш дебютував на професіоналі з Orem Owlz, де він відбив .533, забив вісім ранів і шість RBI у перших трьох іграх Піонерської ліги. 28 червня, лише сім ігор за його професійну кар'єру, Марш вивихнув великий палець під час ковзання в основу. Він пропустив один місяць через травму, повернувся 28 липня та завершив сезон із середнім показником 0,350, 22 ударами додаткової бази та 44 RBI у 39 іграх.

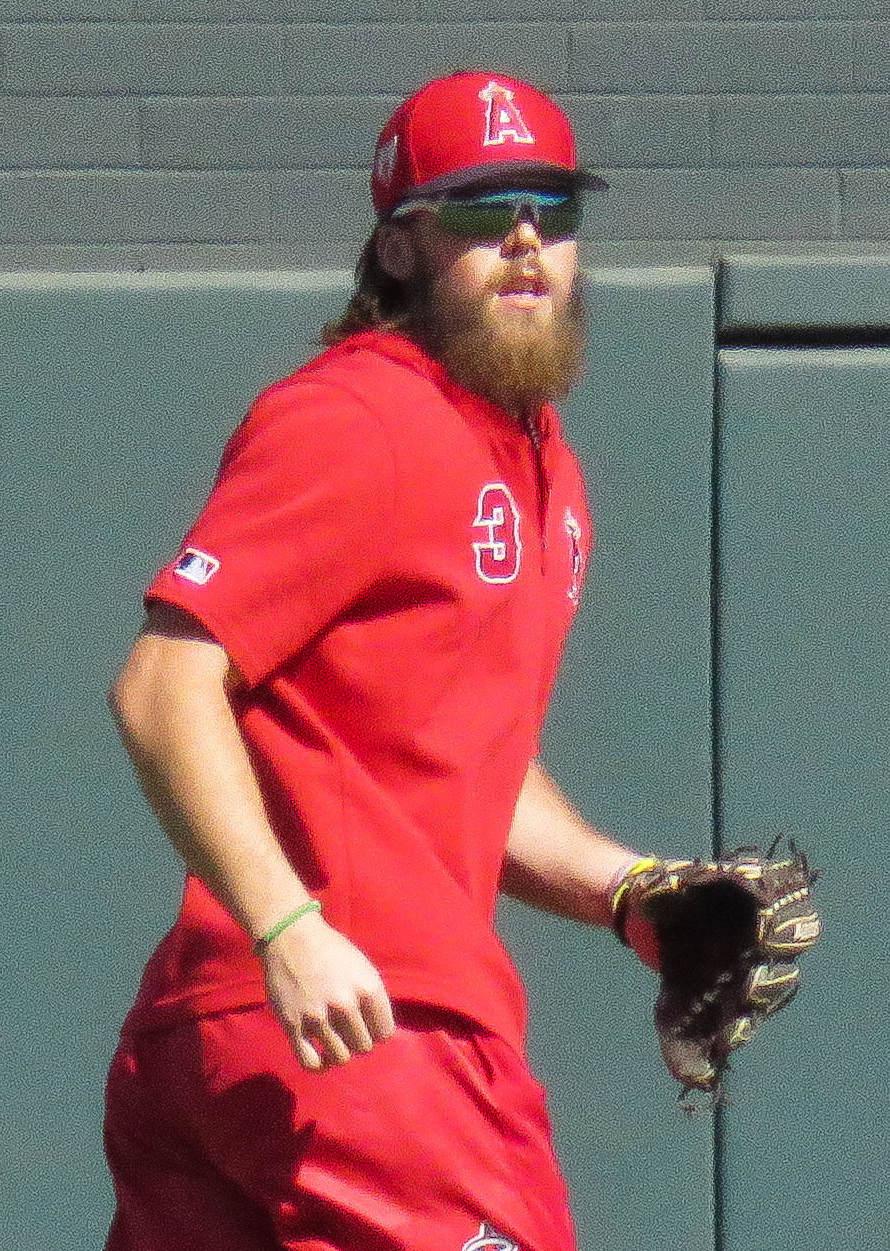
Марш з ангелами 2019

«Ангели» запросили Марша на весняні тренування у 2019 році, і після відбиття .240 у Cactus League він розпочав сезон у Double-A з Mobile BayBears. Він боровся на початку сезону, відбиваючи 0,200 у своїх перших 22 іграх Південної ліги, але підвищився до 0,347 у травні після більш агресивного підходу до гри. Після досягнення 0,292 за один хоумран і 17 RBI за перші два місяці сезону, Марш пропустив червень через травму ноги. Він закінчив сезон із результатом 0,300, зробивши сім хоум-ранів і 43 RBI у 96 іграх, а також отримав нагороди в середині та після сезону всіх зірок від Південної ліги. Пізніше того ж року Марш грав за Mesa Solar Sox в Осінній лізі Аризони, де він відбив .328 з двома хоум-ранами та 11 RBI у 19 іграх. Обидва хоум-рани відбулися під час поразки «Меси» від «Глендейл Дезерт Догс» з рахунком 9–5 14 жовтня
На початку весняного тренування «Енджелс» у 2020 році Марш отримав розтягнення лівого ліктя 2-го ступеня під час пірнання, щоб зачепитися в центрі поля. На той час, коли йому було дозволено грати в бейсбол, вплив пандемії COVID-19 припинив усі операції MLB і нижчої ліги. Зрештою MLB повернулася до гри в липні, але сезон Малої бейсбольної ліги 2020 року було повністю скасовано. У результаті високопоставлені потенційні клієнти, включно з Маршем, були призначені на альтернативні тренувальні майданчики, щоб продовжити свій розвиток і очікувати потенційного підвищення у вищій лізі. Працюючи на Блер-Філд, Марш провів сезон, розвиваючи свої удари та навчаючись грати на першій базі як доповнення до своїх звичайних позицій на аутфілді. Того листопада «Енджели» додали Марша до реєстру з 40 гравців, щоб захистити його від того, щоб його взяла інша команда на драфті за Правилом 5. У сезоні 2020 року Марш отримав травму суглобової губи, яка погіршилася під час весняних тренувань наступного сезону. Травма затримала його весняну підготовку, і Марш не дебютував у сезоні до 13 травня, коли він приєднався до Triple-A Salt Lake Bees у Лізі Тихоокеанського узбережжя. Марш важко пережив перші кілька тижнів сезону, відбивши лише 0,183 у 16 іграх за Солт-Лейк. Він залишив гру «Бджіл» 1 червня через травму плеча, через що залишався в списку травмованих до 8 липня 8 липня Марш здійснив хоум-ран проти «Сакраменто Рівер Кетс», це був його перший удар у биту після повернення після травми. Він відбив 0,382 з двома хоум-ранами та шістьма RBI у восьми іграх перед підвищенням у вищій лізі, що дало йому середній результат сезону 0,255 у 24 іграх Triple-A.

### Los Angeles Angels (2021—2022)
Після травм Майка Траута та Джастіна Аптона у «Енджелів» було небагато варіантів виходу на поле, 18 липня 2021 року Марш перейшов у Лос-Анджелес Того дня він дебютував у MLB, стартувавши в центрі поля. Під час поразки «Енджелс» від "Сіетл Марінерс " з рахунком 7–4 він вийшов з рахунком 0 за 4, зробивши два викреслення. Наступного дня Марш записав свої перші три хіти у вищій лізі, а також RBI в дублі дев'ятого інінгу, коли Лос-Анджелес програв 4–1 Окленд Атлетикс. 19 серпня Марш зробив свій внесок у перемогу «Енджелс» над «Детройт Тайгерс» з рахунком 13–10, коли він двічі зробив в одній грі, ставши першим Енджелом, якому це вдалося з часів Еріка Айбара у 2011 році Наступного тижня під час гри «Енджелс» проти «Балтімор Оріолс» 25 серпня Марш здійснив перший хоумран у вищій лізі Маркоса Діплана. Попри те, що Марш зробив три рани, «Енджели» програли гру з рахунком 10–6 «Балтімору». Марш мав труднощі на початку після виклику, відбивши лише 0,155 у перших 24 іграх вищої ліги. У ході сезону він покращувався, досягнувши 0,297 в останніх 46 іграх сезону. Він закінчив сезон новачка, відбивши 0,254 у 70 іграх, з двома хоум-ранами та 19 RBI у 236 битами.
Марш був включений до списку Angels' Opening Day у 2022 році разом із Майком Траутом і Джо Аделл. Менеджер Джо Меддон планував використовувати Траута в центрі поля, а Марша, Аделла і Тейлора Уорда — на кутових позиціях. Марш розпочав сезон із гарячої серії, відбиваючи .340 з .943 на базі плюс відбиття (OPS) до 28 квітня До кінця травня він відбивав 0,366, включаючи 0,932 OPS з бігунами в результативній позиції. Марш був одним із багатьох гравців, які боролися під час червневої серії з 14 поразок «Енджелз», відбивши за цей час лише 0,149. З 7 травня по 11 червня він не виграв хоум-рану, коли записав два в матчі проти «Нью-Йорк Метс», щоб перервати свій спад. У 2022 році Марш провів 93 матчі за Лос-Анджелес, відбивши за цей час 0,226, вісім хоум-ранів і 37 RBI.

### Філадельфія Філліс (2022–тепер)
2 серпня 2022 року «Енджели» обміняли Марша на «Філадельфію Філліс» в обмін на перспективного Логана О'Хоппа. Філадельфія, якій не вистачало довгострокового варіанту центрального поля, націлилася на Марша під час попереднього міжсезоння, але не змогла придбати його до кінцевого терміну торгів MLB. 17 серпня під час гри проти «Цинциннаті Редс» Марш отримав забій коліна та пошкодив щиколотку, коли він наткнувся на зовнішню стінку на Great American Ball Park. Він був внесений до 10-денного списку поранених і повернувся 27 серпня 31 серпня Марш зробив свій перший трипл як Філлі в перемозі з рахунком 18-2 проти «Аризона Даймондбекс».
У регулярному сезоні 2022 року він відбивав 0,245/0,295/0,384 між двома командами в 424 бити, 28 викидів і 158 викреслень.

## Особисте життя
Молодша сестра Марша Ерін була легкоатлеткою за Duke Blue Devils. Вона виграла срібну медаль у п'ятиборстві на Чемпіонаті NCAA з легкої атлетики у Дивізіоні I у приміщенні 2021 та бронзову медаль у семиборстві на Чемпіонаті NCAA з легкої атлетики на відкритому повітрі у 2022 році.